# Turkaromia pruinosa
Turkaromia pruinosa är en skalbaggsart som först beskrevs av Edmund Reitter 1903.  Turkaromia pruinosa ingår i släktet Turkaromia och familjen långhorningar.
Artens utbredningsområde är Kazakstan. Inga underarter finns listade i Catalogue of Life.